# Mammoth Lakes
Mammoth Lakes è una città nella Contea di Mono in California ed è la sola Comunità incorporata della contea. Si trova a 9 miglia (14 km) nord ovest di Monte Morrison ad un'altitudine di 7880 piedi, pari a 2400 m.

## Storia
La storia della città iniziò nel 1877, quando i primi cercatori di oro si stanziarono in quest'area. La storia di Mammoth City come centro minerario non durò molto, la compagnia chiuse già nel 1880 e nel 1888 la popolazione passò dalle 1500 unità a meno di 10 persone. Solo ad inizio '900 ci fu una inversione di tendenza. Il centro, che nel frattempo si era spostato presso il Mammoth Creek, si affermò come meta turistica e per il taglio di legname. L'ufficio postale aprì nel 1923. Il vero sviluppo edilizio si ebbe a partire dagli anni '80 e ha portato all'affermazione di Mammoth Lakes come centro sciistico. Nel 2000 gli abitanti erano 7093, 8234 nel 2010.